# Poiana cu narcise de pe Șesul Văii Budacului
Poiana cu narcise de pe Șesul Văii Budacului este o arie protejată de interes național ce corespunde categoriei a IV-a IUCN (rezervație naturală de tip botanic), situată în nord-estul Transilvaniei, pe teritoriul județului Bistrița-Năsăud. 

## Localizare
Aria naturală se află în partea sud-estică a județului Bistrița-Năsăud, pe teritoriul administrativ al comunei Cetate (în vestul sudul Orheiu Bistriței), în apropierea drumului județean DJ173 care leagă municipiul Bistrița de localitatea Șoimuș.

## Descriere

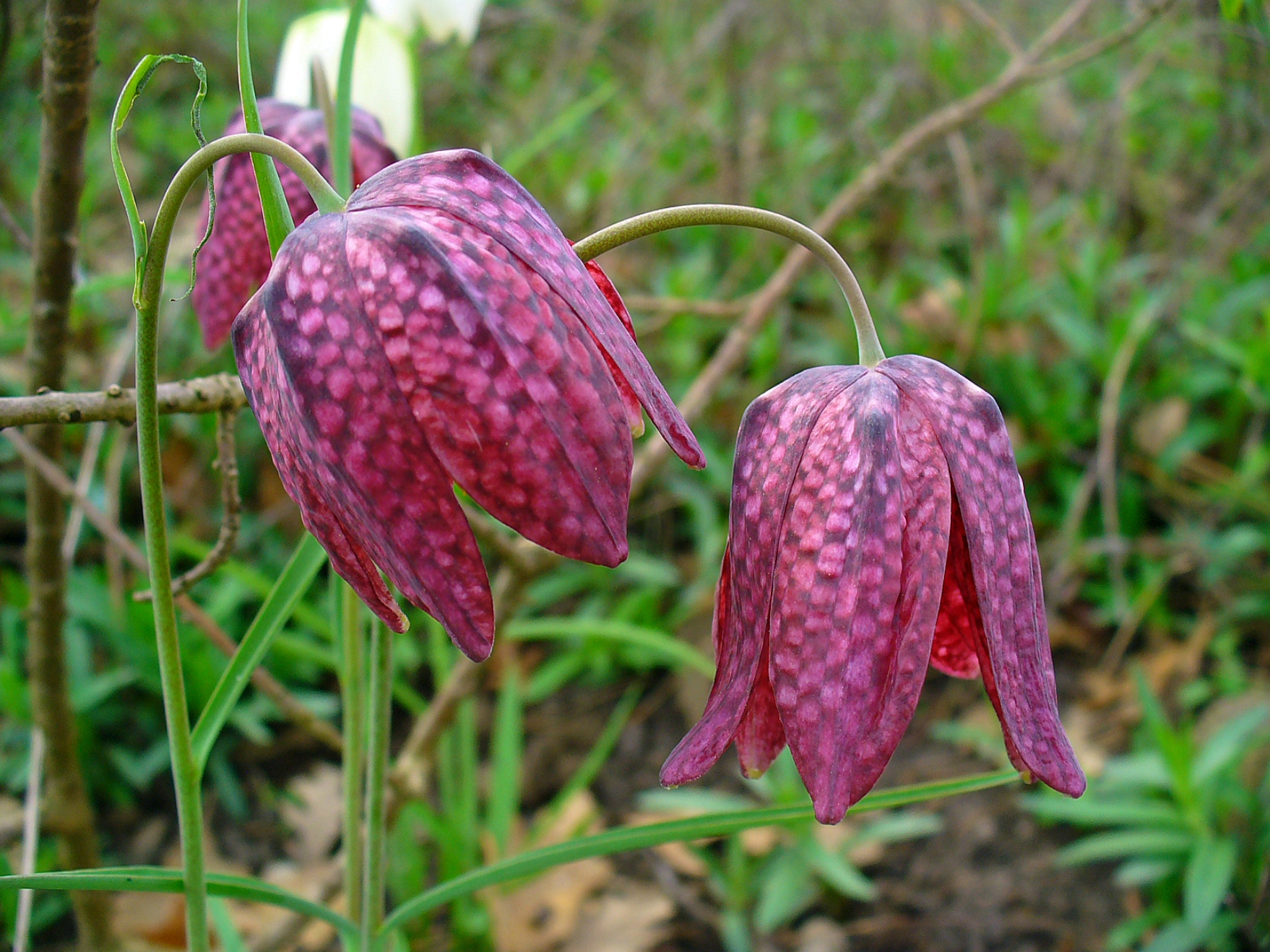
Lalea pestriţă (Fritillaria meleagris)

Rezervația naturală a fost declarată arie protejată prin Legea Nr.5 din 6 martie 2000 (privind aprobarea Planului de amenajare a teritoriului național - Secțiunea a III-a - zone protejate, publicată în Monitorul Oficial al României, Nr.152 din 12 aprilie 2000) și se întinde pe o suprafață de 6 hectare. 
Aria naturală reprezintă o zonă de luncă împădurită cu specii de stejar (Quercus robur) și gorun (Quercus petrea), unde, la nivelul ierburilor crește  lalea pestriță (Fritillaria meleagris) ce aparține familiei Liliaceae; specie floristică protejată la nivel european prin Directiva 92/43/CE (anexa I-a) din 21 mai 1992 (privind conservarea habitatelor naturale și a speciilor de faună și floră sălbatică). În partea vestică a pădurii se află un teren mlăștinos, pe a cărui arie vegetează mai multe specii de rogoz (Juncus effusus L, Juncus conglomeratus L, Juncus bufonius L, Juncus bulbosus L.).